# Karl Söderström
Karl Göran Söderström, född 26 oktober 1985 i Raus församling, är en svensk fotbollsspelare som spelar för Varbergs GIF.

## Karriär

### Ungdomskarriär
Söderströms moderklubb är Rydebäcks IF. 

### Höganäs BK
Mellan 2009 och 2011 spelade Söderström för Höganäs BK. Han gjorde 12 mål på 19 matcher för klubben i division 3 2009. Säsongen 2010 gjorde Söderström 12 mål på 20 matcher. Under 2011 gjorde han nio mål på 14 matcher.

### Varbergs BoIS
I augusti 2011 värvades Söderström av Varbergs BoIS. I november 2011 förlängdes kontraktet med två år. I november 2013 förlängde han återigen kontraktet med två år. I december 2015 förlängde Söderström kontraktet med ett år. I januari 2017 förlängde han sitt kontrakt med ytterligare ett år.

### Falkenbergs FF
Inför säsongen 2018 skrev Söderström ett tvåårskontrakt med Falkenbergs FF. I augusti 2019 förlängde han sitt kontrakt fram över säsongen 2021.

### Varbergs GIF
Inför säsongen 2022 gick Söderström till division 2-klubben Varbergs GIF.